# ماركوس غرونهولم

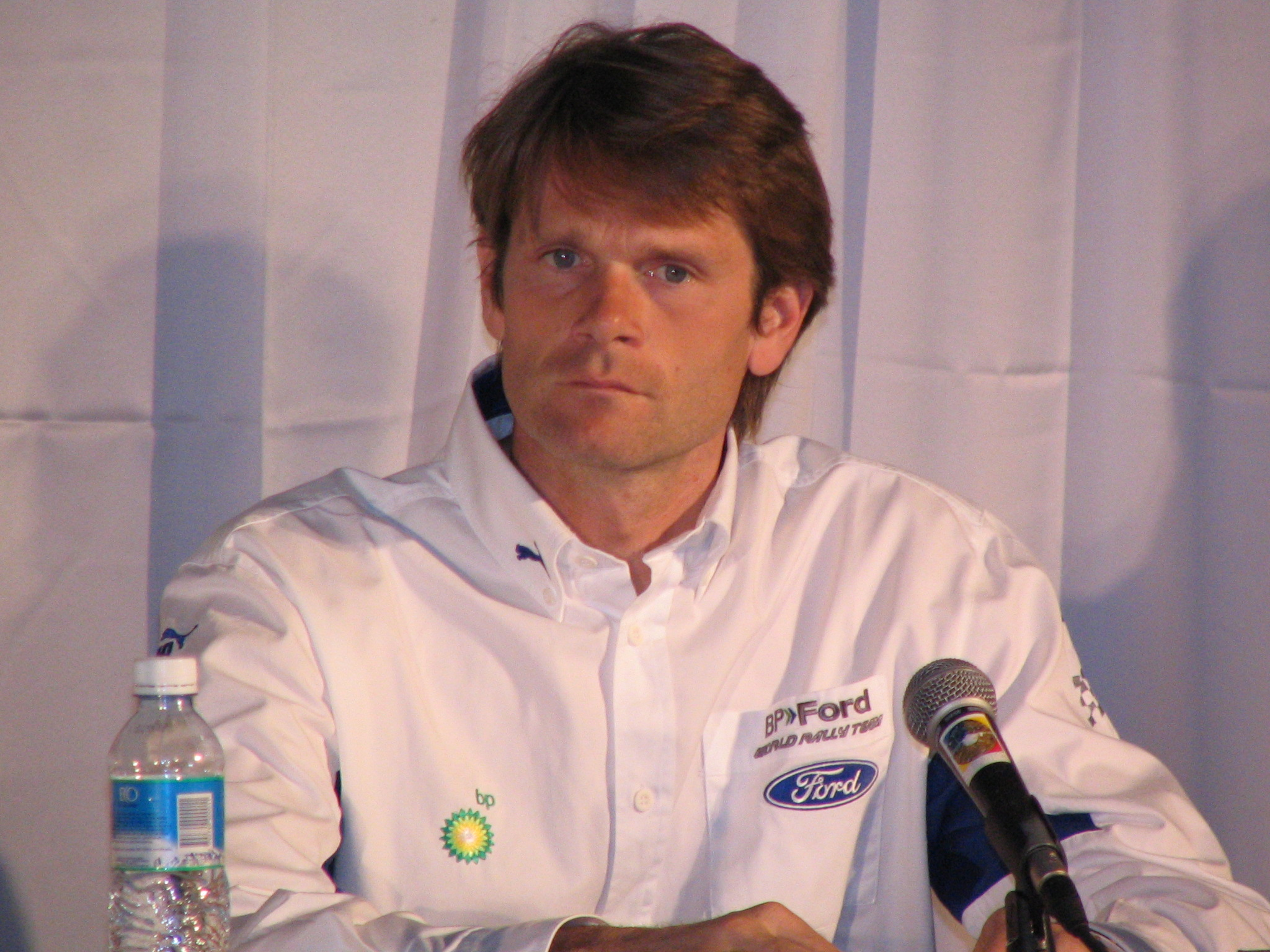
ماركوس غرونهولم عام 2006 في رالي الأرجنتين

ماركوس غرونهولم (ولد 5 فبراير 1968) (بالفنلندية: Marcus Grönholm) سائق راليات فنلندي سابق، شارك مع فريق بيجو، وفاز ببطولة العالم للراليات عامي 2000 و 2002.

## روابط خارجية
- ماركوس غرونهولم على موقع IMDb (الإنجليزية)
- ماركوس غرونهولم على موقع Rallye-info.com (الإنجليزية)
- ماركوس غرونهولم على موقع eWRC-results.com (الإنجليزية)